# Villa Paveri Fontana
Villa Paveri Fontana, già Villa Dalla Rosa Prati e ora Villa Santucci Fontanelli, è un edificio dalle forme rinascimentali e barocche, situato all'interno di un ampio parco in via privata Paveri 1 a Collecchio, in provincia di Parma.

## Storia

### Castello di Collecchio
Sul luogo della villa sorgeva in epoca medievale un palazzo comitale risalente all'XI secolo, noto come "castello di Collecchio". L'edificio, menzionato per la prima volta in un documento del 1073, apparteneva all'autorità episcopale di Parma, che ricevette conferma dell'investitura feudale sulla zona da parte dell'imperatore del Sacro Romano Impero Enrico VI di Svevia nel 1195; tali diritti furono contestati dal Comune di Parma, che diede origine a una controversia legale col vescovo cittadino risolta solo nel 1221.
Nel 1325 il fortilizio fu attaccato e raso al suolo dalle truppe dei marchesi Pallavicino, alleate del signore di Milano Azzone Visconti. Nel 1335 il Comune di Parma ne avviò la ricostruzione, ma l'edificio sopravvisse soltanto un anno, in quanto nel 1336 gli Scaligeri lo assaltarono, distruggendolo completamente.
Nel 1428, per scopi difensivi, gli abitanti di Collecchio decisero di costruire sulle rovine del palazzo comitale una bastia fortificata; tuttavia, per evitare che potesse essere conquistato da truppe nemiche, l'edificio a corte, circondato da una cinta muraria, fu presto demolito per volere del podestà di Parma Rolando Lampugnani.

### Villa rinascimentale
Secondo alcune fonti, poco dopo il 1560 il duca di Parma Ottavio Farnese commissionò all'architetto Giovanni Boscoli i lavori di costruzione di un "palazzo a Collecchio" sui resti dell'antica bastia, da utilizzare quale "amena villeggiatura Ducale", ma non è noto se il cantiere fu avviato già in quegli anni. Nel frattempo, fin dai decenni precedenti i marchesi Prati avevano iniziato ad acquistare numerose terre ed edifici nella zona; intorno al 1570 il marchese Marcello il seniore comprò anche il "palazzo" e i fabbricati circostanti, avviando forse solo nel 1574 le opere di costruzione della villa; l'elegante residenza rinascimentale, dotata di quattro torrioni alle estremità e di una torretta centrale, fu portata a termine verso il 1585. Sempre nel 1574 Giovanni Boscoli si occupò anche del restauro dell'antico oratorio e del portale d'ingresso della tenuta, noto come arco del Bargello e utilizzato dal capo delle guardie campestri per presidiare il territorio.
Nel 1631 la famiglia Prati, in segno di ringraziamento per aver evitato la terribile peste dell'anno precedente, fece sopraelevare la torre al centro del tetto.

### Villa barocca
Nel 1666 i Prati fecero ricostruire l'oratorio in forme barocche; il 19 agosto di quell'anno il luogo di culto fu consacrato e intitolato all'Esaltazione della Santa Croce, in quanto, da tradizione, avrebbe ospitato una reliquia della Vera Croce.
Tra il 1680 e il 1687 il marchese Marcello juniore incaricò i fratelli Ferdinando e Francesco Galli da Bibbiena della risistemazione della villa e della decorazione di alcuni ambienti interni. Nel 1694 Marianna Prati, sua unica figlia, sposò il marchese Pier Luigi Maria Dalla Rosa, portando in dote la tenuta di Collecchio; nel 1703 i marchesi richiamarono i Galli da Bibbiena, incaricandoli di completare gli affreschi delle sale, ricostruire la facciata della villa in stile barocco e progettare la monumentale fontana dei Tritoni posta di fronte all'ingresso. Nel 1709 morì Marcello juniore, stabilendo per volontà testamentaria che il nipote Scipione, nato nel 1699 dalla figlia Marianna, aggiungesse al cognome paterno quello materno, dando origine ai marchesi Dalla Rosa Prati.
Sempre nel 1709 la marchesa Fiorita Bajardi Prati, vedova di Marcello juniore, a testimonianza di un evento prodigioso che si verificò nei pressi dell'arco del Bargello, vi fece costruire l'oratorio della Madonna di Loreto, benedetto al termine dei lavori il 12 settembre 1715.
Alla morte di Scipione nel 1736, la proprietà passò al figlio Pier Luigi, che verso la fine del secolo la trasmise al primogenito Filippo; dopo la scomparsa di quest'ultimo nel 1837, la tenuta fu ereditata dal figlio Lodovico Maria. Questi, nella seconda metà del XIX secolo, fece demolire i quattro torrioni angolari della villa, ormai da tempo ammalorati, mentre nel 1861 sua moglie Luigia Sanvitale fece ristrutturare l'oratorio della Madonna di Loreto, rimuovendo varie decorazioni barocche dalla facciata.

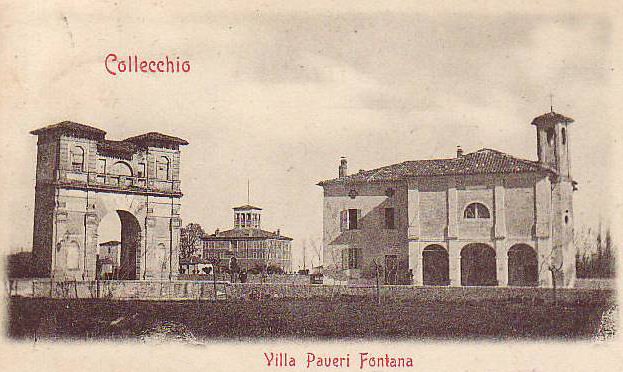
L'arco del Bargello, l'oratorio della Madonna di Loreto e, sullo sfondo, la villa Paveri Fontana agli inizi del XX secolo

Dopo la morte di Lodovico Maria nel 1866, la villa passò alla figlia Maria Carolina, che sposò nello stesso anno il marchese Carlo Luigi Paveri Fontana; alla marchesa succedette nel 1907 il figlio Lionello.
Durante la seconda guerra mondiale la villa fu occupata dall'esercito tedesco, che la utilizzò quale sede del suo comando; l'edificio fu danneggiato dai mitragliamenti aerei alleati.
Nel 1964 l'oratorio della Madonna di Loreto fu interessato da lavori di restauro e, al termine delle opere, fu nuovamente benedetto.
Nel 1976 l'ex oratorio della Croce, da tempo sconsacrato e abbandonato, fu concesso in comodato alla corale collecchiese "Mario Dellapina", che lo sistemò e ne fece la propria sede, utilizzata anche per concerti.
Nel 2012 fu restaurata la sommità dell'arco del Bargello, per volere della contessa Maria Teresa Paveri Fontana Santucci Fontanelli, la quale, figlia di Lionello, scomparve nel 2023.

## Descrizione
L'ampio parco cintato si sviluppa ai margini del centro di Collecchio. Sul margine sud-est sorge, accanto all'oratorio della Madonna di Loreto, l'arco del Bargello, che dà accesso alla proprietà; un lungo viale alberato, con andamento curvilineo, conduce al giardino interno, racchiuso da una seconda recinzione; nel mezzo di quest'ultimo si erge la villa, affiancata sul lato ovest da una corte con vari edifici, tra cui l'ex oratorio della Croce e alcuni fabbricati rurali.

### Villa

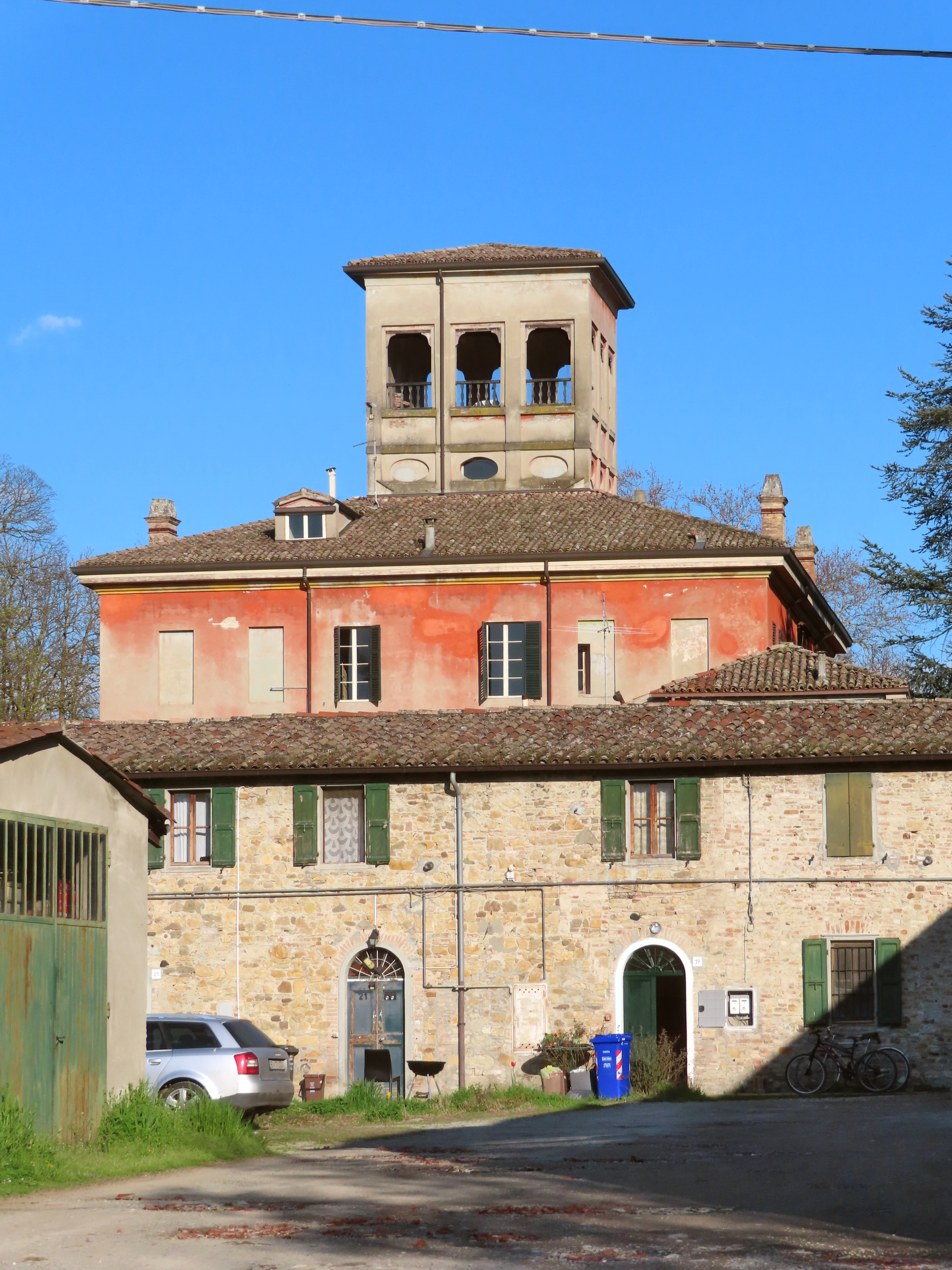
Torretta e lato ovest della villa, preceduto dagli edifici di servizio

La villa si sviluppa su un impianto rettangolare, con accesso a sud sul giardino interno e a nord verso il retro del parco.
La simmetrica facciata barocca, interamente intonacata come il resto dell'edificio, si innalza su tre livelli fuori terra. Un monumentale scalone a rampe contrapposte, delimitato da una balaustra con colonnine scolpite con gli stemmi dei marchesi Dalla Rosa, conduce nel mezzo all'ampio portale d'ingresso, coronato da un'apertura a lunetta; ai lati si trovano due finestre per parte. Superiormente, si eleva il mezzanino, sormontato dal secondo piano, al centro del quale si affaccia un piccolo balcone con ringhiera in ferro battuto, su cui si apre una portafinestra affiancata da due lesene.
A coronamento del tetto a quattro falde, si erge nel mezzo un'alta torretta a pianta quadrata, che si affaccia su ciascuno dei quattro lati attraverso tre aperture affiancate, delimitate da specchiature rettangolari.
All'interno si accede all'androne passante, lungo circa 20 m; l'alto ambiente, coperto da una volta a botte, è interamente decorato con scenografici affreschi a trompe-l'œil, realizzati da Francesco e Ferdinando Galli da Bibbiena, coadiuvati da collaboratori; sulle pareti sono raffigurati vari colonnati ionici, disposti obliquamente per accentuare l'effetto prospettico e sormontati da finte balconate su cui si affacciano vari personaggi; sulla volta, nel mezzo si staglia un grande dipinto ritraente Giove che scaglia folgori sui Giganti, mentre alle estremità si trovano, tra ghirlande, quattro ovali contenenti le rappresentazioni allegoriche delle Quattro stagioni. Sulle lunghe pareti est e ovest sono poste varie porte, attraverso le quali si aprono tre ambienti laterali per parte.
Sulla destra, nella prima sala le pareti sono ricoperte da affreschi bibbieneschi, raffiguranti prospetticamente finti colonnati; in aggiunta si trovano tre pannelli di autore ignoto, ritraenti la Fuga in Egitto, Gesù nell'Orto e la Natività; sulla volta a ombrello sono infine rappresentati alcuni pavoni.
Nel secondo ambiente, noto come sala della Musica, gli affreschi bibbieneschi raffigurano sulle pareti altre finte architetture, in cui i colonnati ionici si alternano a statue di divinità classiche; i dipinti proseguono prospetticamente sulla volta a padiglione, ove le colonne fiancheggiano le balconate centrali, in cui trovano posto alcuni musicisti. In sommità la finta architettura si apre su una scena mitologica.
Nella terza sala, la volta sottende una serie di lunette, ove sono ritratti alcuni personaggi dell'antichità classica, tra i quali Archimede e Diogene.
Sulla sinistra, il primo locale è occupato dallo scalone in pietra di rappresentanza, che conduce direttamente al secondo piano; sulle pareti sono raffigurati, tra trofei di caccia, gli stemmi dei marchesi Dalla Rosa Prati e delle principali famiglie imparentate con loro.
Il secondo ambiente, adibito a sala da pranzo, presenta sulle pareti scenografici affreschi bibbieneschi, rappresentanti finte architetture; tra i colonnati dorici spuntano vari personaggi, tra i quali membri della servitù, il poeta Tommaso Ravasini, un architetto identificato tradizionalmente in Francesco Galli da Bibbiena e un pittore individuato da alcuni studiosi in suo figlio Antonio; i dipinti proseguono prospetticamente sulla volta a padiglione, ove le colonne corinzie fiancheggiano le balconate centrali, in cui trovano posto numerose persone che partecipano a un banchetto. In sommità la finta architettura si apre su una scena mitologica.
Infine, nella terza sala si trova solo un affresco, ritraente la Maddalena penitente.
Il secondo piano presenta un salone centrale, su cui si aprono varie camere da letto; alcuni ambienti sono decorati con stucchi sulle volte di copertura; di pregio risultano due grandi dipinti a olio realizzati da Ilario Spolverini, raffiguranti altrettante battaglie navali.

### Oratorio della Croce
A ovest della villa si diparte su un portico un passaggio coperto, che la collega coi fabbricati di servizio, costituiti da una corte e da un lungo edificio; quest'ultimo, dominato da tre torri, si estende verso sud affiancando il giardino anteriore, per raggiungere infine l'oratorio della Croce.
L'ex luogo di culto si sviluppa su un impianto a navata unica. La piccola aula, con ingresso sormontato da una cantoria contenente un organo settecentesco, è decorata con affreschi; grazie alle sue dimensioni, l'ambiente è dotato di ottima acustica.
Originariamente il piccolo oratorio ospitava un dipinto seicentesco raffigurante la Madonna col Bambino e i santi Prospero e Rita da Cascia, restaurato nel 1976 e collocato nella pieve di San Prospero.

### Arco del Bargello

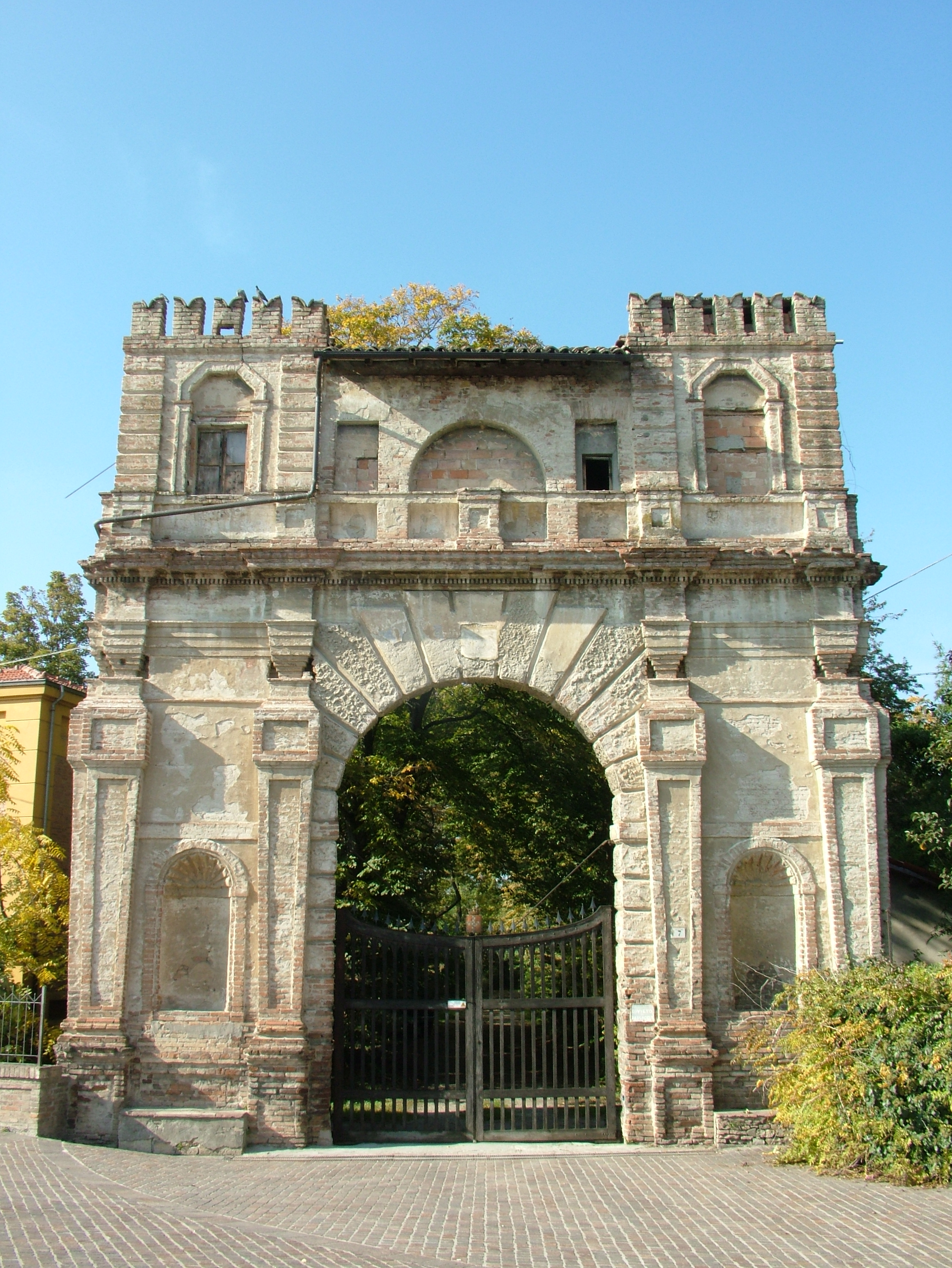
Arco del Bargello

Il simmetrico arco trionfale d'accesso a un fornice, realizzato in laterizio parzialmente intonacato, presenta una ricca decorazione in stile manierista.
Il varco d'ingresso centrale ad arco a tutto sesto è delimitato da una cornice in finto bugnato; su ogni lato, due lesene incavate, coronate da capitelli quadrati a sostegno della trabeazione, affiancano una nicchia a tutto sesto. Superiormente, la fronte sulla fascia marcapiano è tripartita da quattro lesene in finto bugnato; nel mezzo è collocata un'ampia nicchia a lunetta affiancata da aperture rettangolari, mentre le estremità, coronate da merli ghibellini, sono illuminate da due finestre, di cui la destra cieca, delimitate da una cornice scanalata.

### Oratorio della Madonna di Loreto

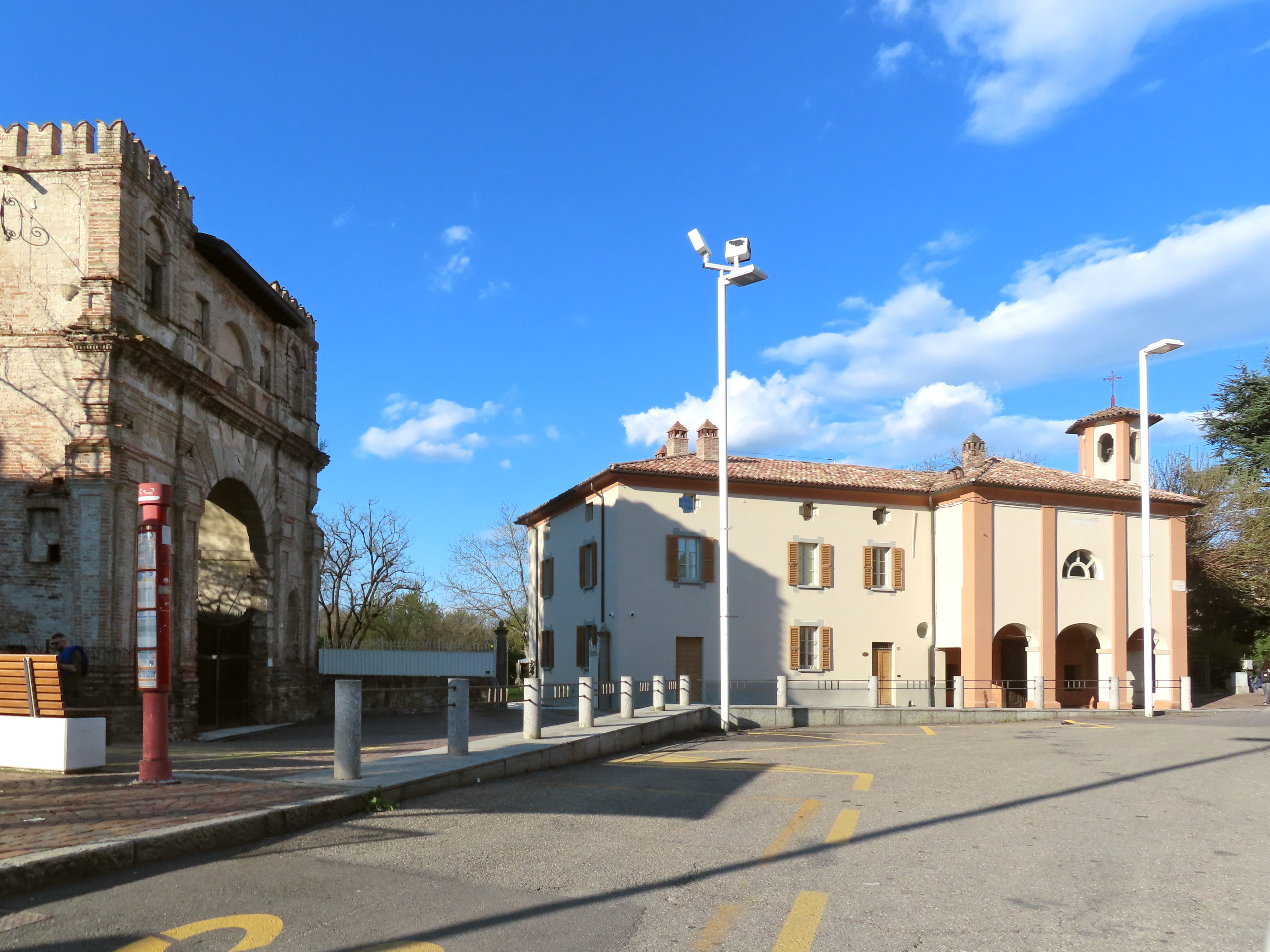
Oratorio della Madonna di Loreto e Arco del Bargello

L'oratorio barocco, affacciato su via La Spezia a pochissima distanza dall'arco del Bargello, si sviluppa su un impianto a navata unica ed è affiancato a ovest da un edificio residenziale.
Il luogo di culto è preceduto da un porticato a tre arcate a tutto sesto, scandite da quattro lesene d'ordine gigante; nel mezzo si apre l'ampio portale d'ingresso, chiuso da un portone scolpito risalente all'incirca al 1760; in sommità si apre nel mezzo un finestrone a lunetta. Su fianco libero destro si erge un piccolo campanile a pianta esagonale, decorato con lesene sugli spigoli.
All'interno l'aula è coronata da una cupola a base ellittica, retta da colonne doriche.

### Parco
Il vasto parco, caratterizzato dall'alternanza di ampie zone a prato e fitte boscaglie, si estende in piano a nord del centro di Collecchio, con accesso attraverso l'arco del Bargello; un lungo viale conduce al giardino interno cintato della villa, ricco di alberi monumentali.
Al centro del giardino, in asse con la villa e col torrione centrale dell'edificio a ovest, è collocata la fontana dei Tritoni, progettata agli inizi del XVIII secolo da Ferdinando Galli da Bibbiena, ma modificata nel secolo successivo. L'opera, alimentata dalle acque del torrente Baganza intercettate nei pressi di San Vitale Baganza, è costituita da una vasca in arenaria a pianta ellittica, sul cui contorno sono collocate simmetricamente quattro statue, raffiguranti due tritoni e due naiadi; al centro, una piccola vasca a forma di conchiglia è retta da quattro delfini, che si elevano su un alto basamento roccioso.